# 시트로엥
시트로엥(프랑스어: Citroën 시트로엔[*])은 1919년에 기술자인 앙드레 시트로엥에 의해 설립된 프랑스의 자동차 회사다.
푸조와 더불어 PSA 그룹 계열이었고, PSA와 FCA가 합병한 후에는 스텔란티스 계열이다.

## 개요
프랑스어 현지 발음은 시트로엔에 가까우나 대한민국에서는 시트로엥으로 더 잘 알려져 있고, 상표 등록 또한 시트로엥으로 되어 있다.
대한민국에서는 XM, 잔티아가 삼환까뮤를 통해 수입되었다가 철수한 후, 푸조의 대한민국 딜러인 한불모터스를 통해 2012년에 재상륙했다. 푸조처럼 승용차용 커먼레일 디젤 엔진 모델을 주력으로 한다. 고급형 모델인 DS 시리즈가 먼저 들어왔으며, DS 시리즈가 디에스 오토모빌이라는 별도의 브랜드로 분리된 후에는 C시리즈 모델을 수입해서 판매했다. PSA와 FCA의 합병으로 스텔란티스가 발족한 후에는 기존 딜러였던 한불모터스가 2021년을 마지막으로 푸조-시트로엥 딜러 계약이 만료됐고, 동시에 DS 브랜드를 제외한 시트로엥 브랜드 차량의 판매도 종료됐다. 2022년부터 스텔란티스코리아가 시트로엥의 딜러를 맡기 시작한 후에는 DS 브랜드 차량만 수입해서 판매 중이고, 시트로엥 브랜드 차량은 판매 부진으로 더 이상 수입하지 않고 있다.
역대 차종 중 XM과 잔티아는 이탈리아의 디자인 스튜디오인 그루포 베르토네에서 담당했는데, 그루포 베르토네가 대우 에스페로의 디자인도 담당하게 되면서 XM과 잔티아의 디자인이 간접적으로 알려졌다.

## 차종
- 시트로엥 C4 칵투스
- 시트로엥 C3 에어크로스
- 시트로엥 C5 에어크로스

## 같이 보기
- 차선 유지 보조 시스템